# Геллман, Яни
Яни Геллман (англ. Yani Gellman; 2 сентября 1985 года) — американский актёр кино и телевидения.

## Биография
Геллман родился в городе Майами, штат Флорида в семье отца-канадца и матери-австралийки (оба — евреи). Его назвали в честь друга семьи — писателя Яна Джурса. Его отец — репортёр, семья мальчика часто переезжала с места на место, успев пожить в Австралии, Испании и Техасе, прежде чем осесть в Торонто.
Геллман говорит по-испански, который выучил, когда жил в Испании. У актёра есть степень в области политических наук.

## Карьера
Актёрский дебют Геллмана состоялся в 1998 году в сериале «Аниморфы». После череды появление в телесериалах, получил роли второго плана в фильмах «Городские легенды: Окончательный монтаж» (2000) и «Джейсон X» (2002) — в обоих фильмах персонажей Яни убивал маньяк. В 2002 году снялся в роли Пабло — возлюбленного главного героя в фильме «История Мэттью Шепарда». Среди подростков стал известным после выхода фильма «Лиззи Магуайер», в котором сыграл Паоло Валисари — итальянскую поп-звезду.
Последние роли включают появление в сериалах «Война с монстрами» и «Молодые и дерзкие» (актёр исполнил роль адвоката-гея Рейфа Торреса); сыграл эпизодическую роль в фильме «Подростки с улицы Деграсси едут в Голливуд», появился в роли Пита в сериале «Университет», полицейского Гарретта Рейнольдса в «Милых обманщицах» и Диего в «90210: Новое поколение».
В 2017 году Геллман появился в фильме  триллере  «47 метров вниз», который был выпущен в кинотеатрах 16 июня 2017 года.
Является моделью для рекламных плакатов различных компаний, включая часы «Omega».

## Фильмография

### Кино
| Кино | Кино                | Кино                     | Кино           | Кино               |
| Год  | Название            | В оригинале              | Роль           | Примечания         |
| ---- | ------------------- | ------------------------ | -------------- | ------------------ |
| 2017 | Синяя бездна        | 47 Meters Down           | Луис           |                    |
| 2003 | Лиззи Магуайер      | The Lizzie McGuire Movie | Паоло Вализари | роль второго плана |
| 2001 | Джейсон X           | Jason X                  | Стоуни         | эпизодическая роль |
| 2000 | Городские легенды 2 | Urban Legends: Final Cut | Роб            | эпизодическая роль |

### Телевидение
| Телевидение | Телевидение                                 | Телевидение                                         | Телевидение             | Телевидение                          |
| Год         | Название                                    | В оригинале                                         | Роль                    | Примечания                           |
| ----------- | ------------------------------------------- | --------------------------------------------------- | ----------------------- | ------------------------------------ |
| 2013        | Мыслить как преступник                      | Criminal Minds                                      | Митчелл Руис            | 1 эпизод                             |
| 2012        | Красавица и чудовище                        | Beauty & The Beast                                  | Сэм                     | 1 эпизод                             |
| 2012        | Менталист                                   | Mentalist                                           | Хулиан Гальего          | 1 эпизод                             |
| 2012        | 90210: Новое поколение                      | 90210                                               | Диего                   | 7 эпизодов                           |
| 2011—2012   | Милые обманщицы                             | Pretty Little Liars                                 | Гарретт Рейнольдс       | 24 эпизода                           |
| 2010        | Университет                                 | Greek                                               | Питт                    | 3 эпизода                            |
| 2009        | Линкольнские высоты                         | Lincoln Heights                                     | Марко Гутьеррес         | 2 эпизода                            |
| 2009        | Подростки с улицы Деграсси едут в Голливуд  | Degrassi Goes Hollywood                             | Юноша на побережье      | телевизионный фильм                  |
| 2008—2011   | Молодые и дерзкие                           | The Yong & The Restless                             | Рафаэль «Рейф» Торрес   | 86 эпизодов                          |
| 2007        | В западне                                   | Trapped                                             | Карлитос                | 1 эпизод                             |
| 2006—2007   | Война с монстрами                           | Monster Warriors                                    | Антонио                 | 31 эпизод                            |
| 2003—2004   | Счастливая карта                            | Wild Card                                           | Райдер                  | 8 эпизодов                           |
| 2002        | День из жизни                               | Tru Confessions                                     | Билли                   | телевизионный фильм                  |
| 2002        | Гвен Джонс - ученица Мерлина                | Guinevere Jones                                     | Майкл Медина            | 26 эпизодов                          |
| 2002        | История Мэттью Шепарда                      | The Matthew Shepard Story                           | Пабло                   | телевизионный фильм                  |
| 2001        | Босс всех боссов                            | Boss Of Bosses                                      | Пол Кастеллано в юности | телевизионный фильм                  |
| 2001        | Секс, ложь и одержимость                    | Sex, Lies & Obsession                               | Ромео                   | телевизионный фильм                  |
| 2002        | Наставники                                  | Mentors                                             | Король Татанхамон       | 1 эпизод                             |
| 2001        | Отдел мокрых дел                            | Blue Murder                                         | Патрик Ли               | 1 эпизод                             |
| 2000        | Королевские дневники: Клеопатра — дочь Нила | The Royal Diaries: Cleopatra — Daughter Of The Nile | н/д                     | телевизионный короткометражный фильм |
| 2000        | Известный Джетт Джексон                     | The Famous Jett Jackson                             | Преследователь Джей-Би  | 1 эпизод                             |
| 2000        | Дети моего сердца                           | Children Of My Heart                                | Медерик                 | телевизионный фильм                  |
| 1998        | Аниморфы                                    | Animorphs                                           | Бред                    | 1 эпизод                             |
| 1998        | Мурашки                                     | Goosebumps                                          | Молодой человек         | 2 эпизода                            |